# Nati nel 1949/Aprile
| Questa pagina contiene informazioni ricavate automaticamente dalle voci biografiche con l'ausilio del template Bio e di un bot. L'aggiornamento è periodico e automatico e ricostruisce completamente la pagina. Se manca una persona in questa lista, sei pregato di non aggiungerla, ma accertati piuttosto che la sua voce biografica contenga il template Bio e che i dati anagrafici siano correttamente compilati. Se il template Bio manca, inseriscilo tu stesso o, in alternativa, metti l'avviso {{tmp\|Bio}} che ne segnala la mancanza. Se i dati riportati sono sbagliati, correggi direttamente la voce biografica; le modifiche saranno visibili in questa lista entro pochi giorni. Per chiarimenti vedi il progetto biografie. La lista contiene solo le 242 persone che sono citate nell'enciclopedia e per le quali è stato implementato correttamente il template Bio. Pagina aggiornata al 26 lug 2025. |

- 1º aprile - Reid Anderson, ex ballerino e direttore artistico canadese
- 1º aprile - Catherine Barbaroux, politica francese
- 1º aprile - Ana Maria Braga, conduttrice televisiva, giornalista e scrittrice brasiliana
- 1º aprile - Roberto Bruni, politico italiano († 2019)
- 1º aprile - Terry Caffery, hockeista su ghiaccio canadese († 2022)
- 1º aprile - Ali Gagarin, calciatore sudanese († 2025)
- 1º aprile - Gian Paolo Gobbo, politico italiano
- 1º aprile - Antonio Incalza, allenatore di calcio e ex calciatore italiano
- 1º aprile - Ron Ivany, allenatore di hockey su ghiaccio canadese
- 1º aprile - Paul Manafort, imprenditore statunitense
- 1º aprile - Gérard Mestrallet, imprenditore francese
- 1º aprile - Nancy Morgan, attrice statunitense
- 1º aprile - Sammy Nelson, ex calciatore nordirlandese
- 1º aprile - Irene Pepperberg, psicologa e etologa statunitense
- 1º aprile - Flavio Premoli, tastierista, compositore e cantante italiano
- 1º aprile - Vojtěch Rödl, matematico ceco
- 1º aprile - Gil Scott-Heron, poeta, musicista e attivista statunitense († 2011)
- 2 aprile - Stojan Nikolov, ex lottatore bulgaro
- 2 aprile - Joey Meyer, cestista e allenatore di pallacanestro statunitense († 2023)
- 2 aprile - Alec Năstac, ex pugile rumeno
- 2 aprile - Pamela Reed, attrice statunitense
- 2 aprile - Horst Schönau, ex bobbista tedesco
- 2 aprile - Alex Skotarek, ex calciatore tedesco
- 3 aprile - Djura, cantante e regista berbera
- 3 aprile - Lyle Alzado, giocatore di football americano e attore statunitense († 1992)
- 3 aprile - Anne De Salvo, attrice, regista e scenografa statunitense
- 3 aprile - Riccardo Duranti, poeta e traduttore italiano
- 3 aprile - Irene Forbes, schermitrice cubana († 2014)
- 3 aprile - Lech Koziejowski, ex schermidore polacco
- 3 aprile - Riccardo Peroni, attore e doppiatore italiano
- 3 aprile - Giuseppe Remuzzi, medico italiano
- 3 aprile - Richard Thompson, chitarrista e cantautore inglese
- 3 aprile - Aleksandăr Tomov, ex lottatore bulgaro
- 3 aprile - Paul Walker, ex calciatore inglese
- 4 aprile - Bob Lackey, cestista statunitense († 2002)
- 4 aprile - Sarah Monzani, truccatrice britannica
- 4 aprile - Bruno Mégret, funzionario e politico francese
- 4 aprile - Delia Owens, scrittrice e zoologa statunitense
- 4 aprile - Giorgio Pighi, politico italiano
- 4 aprile - Nava Starr, scacchista canadese
- 4 aprile - Guido Trombetti, matematico e politico italiano
- 4 aprile - Guido Viceconte, politico italiano
- 4 aprile - John Wooley, scrittore e giornalista statunitense
- 4 aprile - Yau Shing-Tung, matematico cinese
- 5 aprile - Stanley Dziedzic, ex lottatore statunitense
- 5 aprile - Larry J. Franco, produttore cinematografico e attore statunitense
- 5 aprile - Marco Pezzoni, politico italiano
- 5 aprile - Judith Resnik, astronauta statunitense († 1986)
- 5 aprile - Antonio Rigamonti, ex calciatore italiano
- 5 aprile - Zhong Acheng, scrittore cinese
- 6 aprile - Tonino Accolla, doppiatore, direttore del doppiaggio e dialoghista italiano († 2013)
- 6 aprile - Janet Agren, attrice e ex modella svedese
- 6 aprile - Janusz Cegliński, ex cestista polacco
- 6 aprile - Patrick Hernandez, cantautore francese
- 6 aprile - Jean-Claude Largeau, ciclista su strada francese
- 6 aprile - Darryl Maggs, ex hockeista su ghiaccio canadese
- 6 aprile - Jaume Medina, filologo classico, latinista e scrittore spagnolo († 2023)
- 6 aprile - Franz Georg Meußdoerffer, biochimico e insegnante tedesco († 2019)
- 6 aprile - Horst Störmer, fisico tedesco
- 7 aprile - Meta Antenen, ex lunghista, ostacolista e multiplista svizzera
- 7 aprile - Saturnino Arrúa, allenatore di calcio e ex calciatore paraguaiano
- 7 aprile - Mitch Daniels, politico statunitense
- 7 aprile - Guido Mantega, economista e politico italiano
- 7 aprile - Valentina Matvienko, politica e diplomatica russa
- 7 aprile - Robert Nilsson, dirigente sportivo e ex calciatore norvegese
- 7 aprile - Zygmunt Zimowski, arcivescovo cattolico polacco († 2016)
- 8 aprile - Philip Aaberg, musicista statunitense
- 8 aprile - Brian Delate, attore statunitense
- 8 aprile - Jim Doman, giocatore di poker statunitense († 1992)
- 8 aprile - József Kovács, ex calciatore ungherese
- 8 aprile - John Madden, regista cinematografico e regista televisivo britannico
- 8 aprile - Erdal Merdan, attore e drammaturgo tedesco († 2010)
- 8 aprile - Vllasova Musta, poetessa e sceneggiatrice albanese
- 8 aprile - Joe Royle, ex calciatore e allenatore di calcio inglese
- 8 aprile - Brenda Russell, cantautrice e pianista statunitense
- 8 aprile - Jouko Suomalainen, ex calciatore finlandese
- 8 aprile - Alberto Tedesco, politico italiano
- 9 aprile - Miguel Amorós, anarchico, storico e saggista spagnolo
- 9 aprile - Tony Cragg, scultore britannico
- 9 aprile - Sorcha Cusack, attrice irlandese
- 9 aprile - Cosimo Faggiano, politico italiano
- 9 aprile - Stan Love, cestista statunitense († 2025)
- 9 aprile - Lenny McLean, attore e pugile inglese († 1998)
- 9 aprile - Jim O'Brien, ex cestista e allenatore di pallacanestro statunitense
- 9 aprile - William O'Neal, criminale statunitense († 1990)
- 9 aprile - Alex Sadkin, produttore discografico e musicista statunitense († 1987)
- 9 aprile - Philippe Sansonetti, biologo francese
- 10 aprile - Antonino Abrami, magistrato italiano
- 10 aprile - Loni Ackerman, attrice teatrale e cantante statunitense
- 10 aprile - Elodie Keene, regista, produttrice televisiva e montatrice statunitense
- 10 aprile - Ricardo Franco Levi, politico e giornalista italiano
- 10 aprile - Enea Moruzzi, ex calciatore italiano
- 10 aprile - Gregory Nava, regista, sceneggiatore e produttore cinematografico statunitense
- 10 aprile - Eli Sukunda, ex schermidore canadese
- 11 aprile - Dorothy Allison, scrittrice, saggista e antropologa statunitense († 2024)
- 11 aprile - Karl Ampt, ex cestista tedesco
- 11 aprile - Bernd Eichinger, produttore cinematografico, regista e sceneggiatore tedesco († 2011)
- 11 aprile - Carl Franklin, regista, attore e sceneggiatore statunitense
- 11 aprile - Ben Kelso, ex cestista e allenatore di pallacanestro statunitense
- 11 aprile - Elza Arnellas Pacheco, ex cestista brasiliana
- 11 aprile - Wan Zawawi, calciatore malaysiano († 2017)
- 12 aprile - Reine Almqvist, allenatore di calcio e ex calciatore svedese
- 12 aprile - Leonard Paul Blair, arcivescovo cattolico statunitense
- 12 aprile - Linda Carbonetto, ex pattinatrice statunitense
- 12 aprile - Katerina Kuryško, ex canoista sovietica
- 12 aprile - Ibrahim Mahlab, politico egiziano
- 12 aprile - Scott Turow, scrittore e avvocato statunitense
- 13 aprile - Graziano Arici, fotografo italiano
- 13 aprile - Agostina Belli, attrice italiana
- 13 aprile - Gabriele Bolognesi, ex calciatore italiano
- 13 aprile - Jean-Jacques Favier, ingegnere e astronauta francese († 2023)
- 13 aprile - Guido Maria Ferilli, paroliere, compositore e cantante italiano
- 13 aprile - Christopher Hitchens, giornalista, saggista e critico letterario britannico († 2011)
- 13 aprile - Ennio Quintavalle, ex cestista italiano
- 13 aprile - Tengku Maliha binti Tengku Ariff, sovrana malese
- 13 aprile - Ricardo Zunino, ex pilota automobilistico argentino
- 14 aprile - Gian Battista Bassi, ex maratoneta italiano
- 14 aprile - Pier Giorgio Dall'Acqua, politico italiano
- 14 aprile - Dave Gibbons, fumettista e disegnatore britannico
- 14 aprile - Sonja Kristina, cantante britannica
- 14 aprile - Chas Mortimer, pilota motociclistico britannico
- 14 aprile - Hanns Christian Müller, regista e sceneggiatore tedesco
- 14 aprile - John Shea, attore statunitense
- 15 aprile - Kadir İnanır, attore turco
- 15 aprile - Marco Lombardo Radice, psichiatra e scrittore italiano († 1989)
- 15 aprile - Alain Minc, scrittore e politico francese
- 15 aprile - Alla Pugačëva, cantante e attrice russa
- 16 aprile - Peaches Bartkowicz, ex tennista statunitense
- 16 aprile - Jacky Boxberger, mezzofondista e maratoneta francese († 2001)
- 16 aprile - Antonio Gnoli, giornalista italiano
- 16 aprile - Daniele La Corte, giornalista e scrittore italiano
- 16 aprile - Claude Papi, calciatore francese († 1983)
- 16 aprile - Marc Vervenne, teologo belga
- 17 aprile - Zbigniew Gut, calciatore polacco († 2010)
- 17 aprile - Miguel Mejía Barón, allenatore di calcio messicano
- 17 aprile - Frank Russell, cestista statunitense († 2021)
- 18 aprile - Geoff Bodine, ex pilota automobilistico statunitense
- 18 aprile - Anna Maria Bucciarelli, politica italiana
- 18 aprile - Antônio Fagundes, attore e doppiatore brasiliano
- 18 aprile - Charles Fefferman, matematico statunitense
- 18 aprile - Bengt Holmström, economista finlandese
- 18 aprile - Josef Kajnek, vescovo cattolico ceco
- 18 aprile - Attilio Maldera, allenatore di calcio e ex calciatore italiano
- 18 aprile - Andrew Powell, violinista, tastierista e produttore discografico britannico
- 18 aprile - Giovanni Simonini, ex calciatore italiano
- 18 aprile - Vjačeslav Sobčenko, ex pallanuotista sovietico
- 18 aprile - Egil Solberg, ex calciatore norvegese
- 18 aprile - Alan Warboys, ex calciatore inglese
- 19 aprile - Big Youth, cantante e disc jockey giamaicano
- 19 aprile - Terje Mørkved, calciatore norvegese († 2013)
- 19 aprile - Angelo Paina, calciatore italiano († 2024)
- 19 aprile - Paloma Picasso, stilista, designer e imprenditrice francese
- 19 aprile - Lynn Powis, ex hockeista su ghiaccio canadese
- 19 aprile - Tony Ray, musicista giamaicano
- 19 aprile - Joachim Sauer, chimico tedesco
- 19 aprile - Sergej Volkov, pattinatore artistico su ghiaccio sovietico († 1990)
- 19 aprile - Larry Walters, statunitense († 1993)
- 20 aprile - Veronica Cartwright, attrice britannica
- 20 aprile - Toller Cranston, pattinatore artistico su ghiaccio canadese († 2015)
- 20 aprile - Massimo D'Alema, politico, giornalista e scrittore italiano
- 20 aprile - Jessica Lange, attrice e ex modella statunitense
- 20 aprile - Brian Libby, attore statunitense († 2021)
- 20 aprile - Aleksandr Mal'cev, ex hockeista su ghiaccio sovietico
- 20 aprile - John Ostrander, fumettista statunitense
- 20 aprile - Bernard Quilfen, ciclista su strada e dirigente sportivo francese († 2022)
- 21 aprile - Patti LuPone, attrice e cantante statunitense
- 21 aprile - Franca Orletti, linguista italiana
- 21 aprile - Lorenzo Salveti, regista, pedagogo e drammaturgo italiano
- 22 aprile - Spencer Haywood, ex cestista statunitense
- 22 aprile - Lany Kaligis, ex tennista indonesiana
- 22 aprile - Mirosław Kalinowski, cestista polacco († 2019)
- 22 aprile - Marilyn Marshall, ex giocatrice di softball, dirigente sportiva e ex calciatrice neozelandese
- 22 aprile - Tony Mimms, musicista, produttore discografico e direttore d'orchestra scozzese († 2005)
- 22 aprile - Alfredo Quesada, ex calciatore peruviano
- 23 aprile - Orietta Baldelli, politica italiana
- 23 aprile - Sue Blane, costumista britannica
- 23 aprile - Paul Brickman, sceneggiatore e regista statunitense
- 23 aprile - Joyce DeWitt, attrice statunitense
- 23 aprile - Adalberto Escobar, calciatore paraguaiano († 2011)
- 23 aprile - György Gedó, ex pugile ungherese
- 23 aprile - Nicola Grauso, imprenditore, editore e politico italiano († 2025)
- 23 aprile - Mary Lindemann, storica statunitense
- 23 aprile - John Miles, cantante, chitarrista e tastierista inglese († 2021)
- 23 aprile - Dave Tipton, ex giocatore di football americano statunitense
- 23 aprile - Bohuslav Šťastný, ex hockeista su ghiaccio ceco
- 24 aprile - Peter Friedman, attore statunitense
- 24 aprile - Eddie Hart, ex velocista statunitense
- 24 aprile - Kalkot Mataskelekele, politico vanuatuano
- 24 aprile - Véronique Sanson, cantautrice e attrice francese
- 24 aprile - Wilfrido Vargas, cantante e trombettista dominicano
- 25 aprile - Chiara Ingrao, politica, sindacalista e scrittrice italiana
- 25 aprile - John McAleese, militare britannico († 2011)
- 25 aprile - Lodovico Pace, politico e poeta italiano
- 25 aprile - Vicente Pernía, ex calciatore argentino
- 25 aprile - Filiberto Ricciardi, tenore italiano
- 25 aprile - Dominique Strauss-Kahn, economista e politico francese
- 25 aprile - Michael Wagener, produttore discografico tedesco
- 26 aprile - Carlos Bianchi, ex calciatore, allenatore di calcio e dirigente sportivo argentino
- 26 aprile - Jerry Blackwell, wrestler statunitense († 1995)
- 26 aprile - Fernando Ferretti, calciatore brasiliano († 2011)
- 26 aprile - Morio Kazama, attore giapponese
- 26 aprile - Issei Sagawa, criminale e scrittore giapponese († 2022)
- 26 aprile - Dominic Sena, regista statunitense
- 27 aprile - Jean Asselborn, politico lussemburghese
- 27 aprile - Enzo Braschi, attore, comico e scrittore italiano
- 27 aprile - Didier Daeninckx, scrittore francese
- 27 aprile - Jim Ferguson, ex pallanuotista statunitense
- 27 aprile - Andrea Giardina, storico italiano
- 27 aprile - Hiroji Imamura, ex calciatore giapponese
- 27 aprile - Gennadij Timoščenko, scacchista slovacco
- 27 aprile - Pedro Torres, ex ciclista su strada e dirigente sportivo spagnolo
- 27 aprile - Daniel Webster, politico statunitense
- 28 aprile - Jerome Apt, ex astronauta e fisico statunitense
- 28 aprile - Cabinho, allenatore di calcio e ex calciatore brasiliano
- 28 aprile - Alan Chesney, ex hockeista su prato neozelandese
- 28 aprile - Tom Cole, politico statunitense
- 28 aprile - Bambi Fossati, cantante, compositore e chitarrista italiano († 2014)
- 28 aprile - Paul Guilfoyle, attore statunitense
- 28 aprile - Pasquale Hamel, scrittore e saggista italiano
- 28 aprile - Steve Jolliffe, musicista inglese
- 28 aprile - Bruno Kirby, attore statunitense († 2006)
- 28 aprile - Christian Neureuther, ex sciatore alpino tedesco
- 28 aprile - Jean-Noël Pancrazi, scrittore francese
- 28 aprile - John Francis Toland, matematico irlandese
- 29 aprile - Marco Acerbi, ostacolista italiano († 1989)
- 29 aprile - Giuseppe Curia, ex attore pornografico italiano
- 29 aprile - Anita Dobson, attrice inglese
- 29 aprile - Nikolaj Gontar', ex calciatore sovietico
- 29 aprile - Nuno Júdice, poeta e scrittore portoghese († 2024)
- 29 aprile - Piero Nava, italiano
- 29 aprile - Božidar Pampulov, ex tennista bulgaro
- 29 aprile - Matej Pampulov, ex tennista bulgaro
- 29 aprile - Mauro Pelaschiar, velista italiano
- 29 aprile - David Elliott, britannico
- 29 aprile - Irén Szegedi, ex cestista ungherese
- 29 aprile - Arlette Zola, cantante svizzera
- 30 aprile - Alun Evans, ex calciatore inglese
- 30 aprile - James Grady, scrittore statunitense
- 30 aprile - António Guterres, politico e diplomatico portoghese
- 30 aprile - Karl Meiler, tennista tedesco († 2014)
- 30 aprile - Bruno Pezzella, scrittore, giornalista e docente italiano
- 30 aprile - Warren Treadgold, storico e docente statunitense